# Мекленбургски залив
Мекленбургският залив (на немски: Mecklenburger Bucht) е широк и открит залив в западната част на Балтийско море, край северните брегове на Германия. Простира се от североизток на югозапад на протежение от 80 km, ширина на входа около 50 km. Дълбочината е до 27 m. На северозапад чрез протока Фемарнзунд се свързва с Килския залив на Балтийско море. Южните му брегове са силно разчленени като тук от изток на запад се редуват по-малките заливи Рощокски, Висмарски и Любекски. Във Висмарския залив е разположен големият остров Пьол. От юг в него се вливат реките Варнов, Щепениц, Траве и др. В сурови зими замръзва. Приливите са полуденонощни с височина около 0,2 m. По бреговете му са разположени градовете Рощок с аванпорта Варнемюнде, Висмар, Любек с аванпорта Травемюнде, Нойщат ин Холщайн.